# 토지신

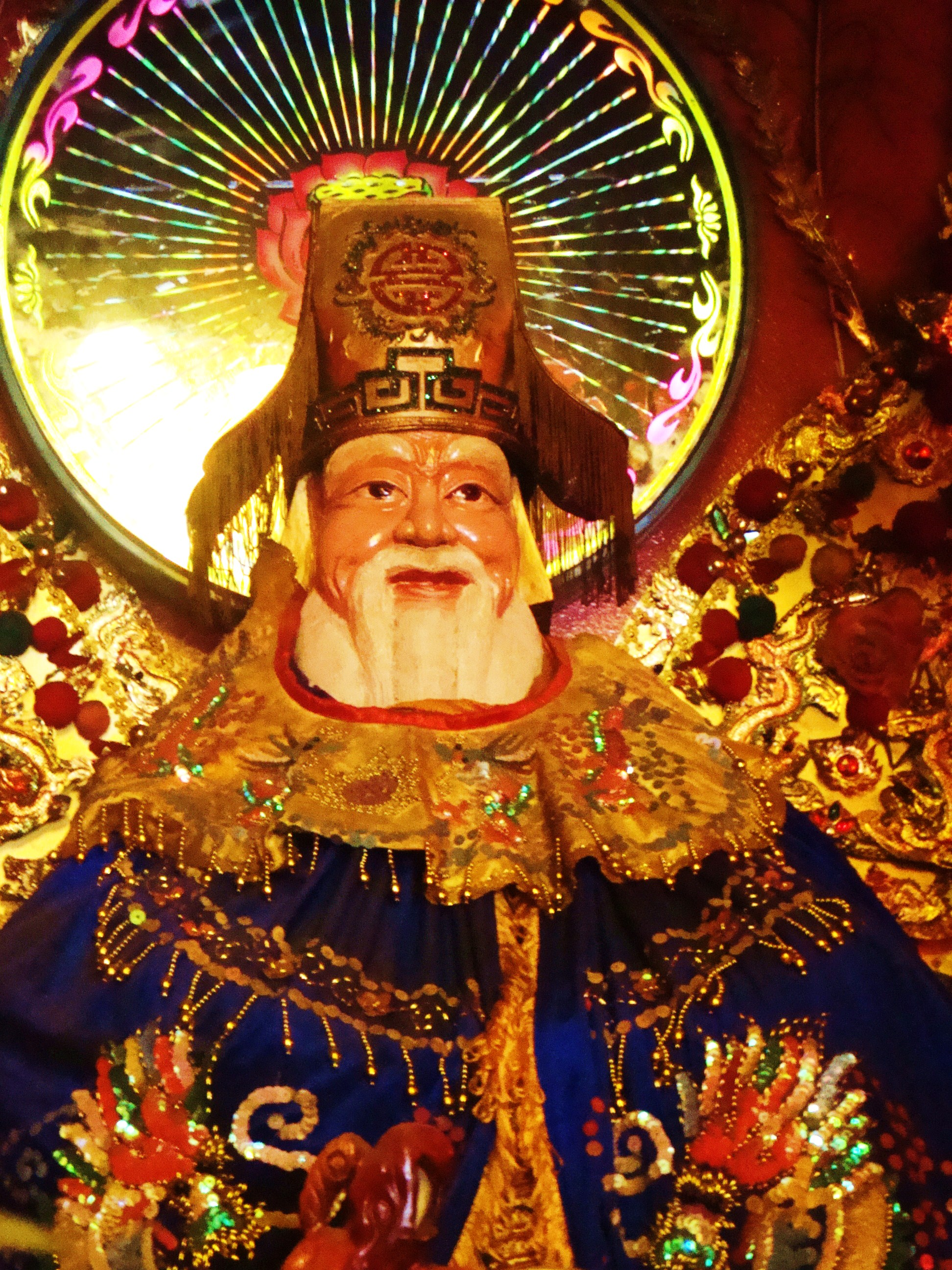

토지신(土地神→흙과 땅의 신)은 도교 등의 종교에서 촌락의 토지 및 주민의 평안과 행복을 지켜주는 신이다. 원래는 오곡의 풍요를 가져다주는 신이었지만 후에 그 지역에 사는 사람들의 행복 전반을 지켜주는 신으로 되었다. 신상(神像)은 백발흑의(白髮黑衣)의 노인이고 신체(神體)는 일정치 않으며 지역사회에서 공로가 큰 사람이 죽으면 이에 임명된다고 전한다. 다른 신들과 함께 촌묘(村廟)에 합사(合祀)되어 공동체의 제사를 받으며 민중 각자와도 친근해지고 무슨 일이나 생기면 참배하는 습관이 있었다. 명계(冥界)의 신으로는 최하위이기 때문에 보다 상위의 신들로부터 감독을 받는다고 한다.

## 같이 보기
- 천 (사상)
- 중국의 민간신앙
- 중국 신화
- 위패
- 중화인민공화국의 종교